# Danmarks befrielse (dokumentarfilm)
Danmarks befrielse er en dansk dokumentarfilm fra 1945.

## Handling
Reportage fra begivenhederne i København omkring befrielsen 5. maj 1945.